# Parafia wojskowa św. Barbary i św. Maurycego w Inowrocławiu
Parafia wojskowa św. Barbary i św. Maurycego w Inowrocławiu – parafia należąca do dekanatu Wojsk Lądowych Ordynariatu Polowego Wojska Polskiego Do 2012 roku należała do Pomorskiego Dekanatu Wojskowego. Proboszczem jest ks. ppłk Władysław Włodarczyk. 